# Santa Giulia Billiart

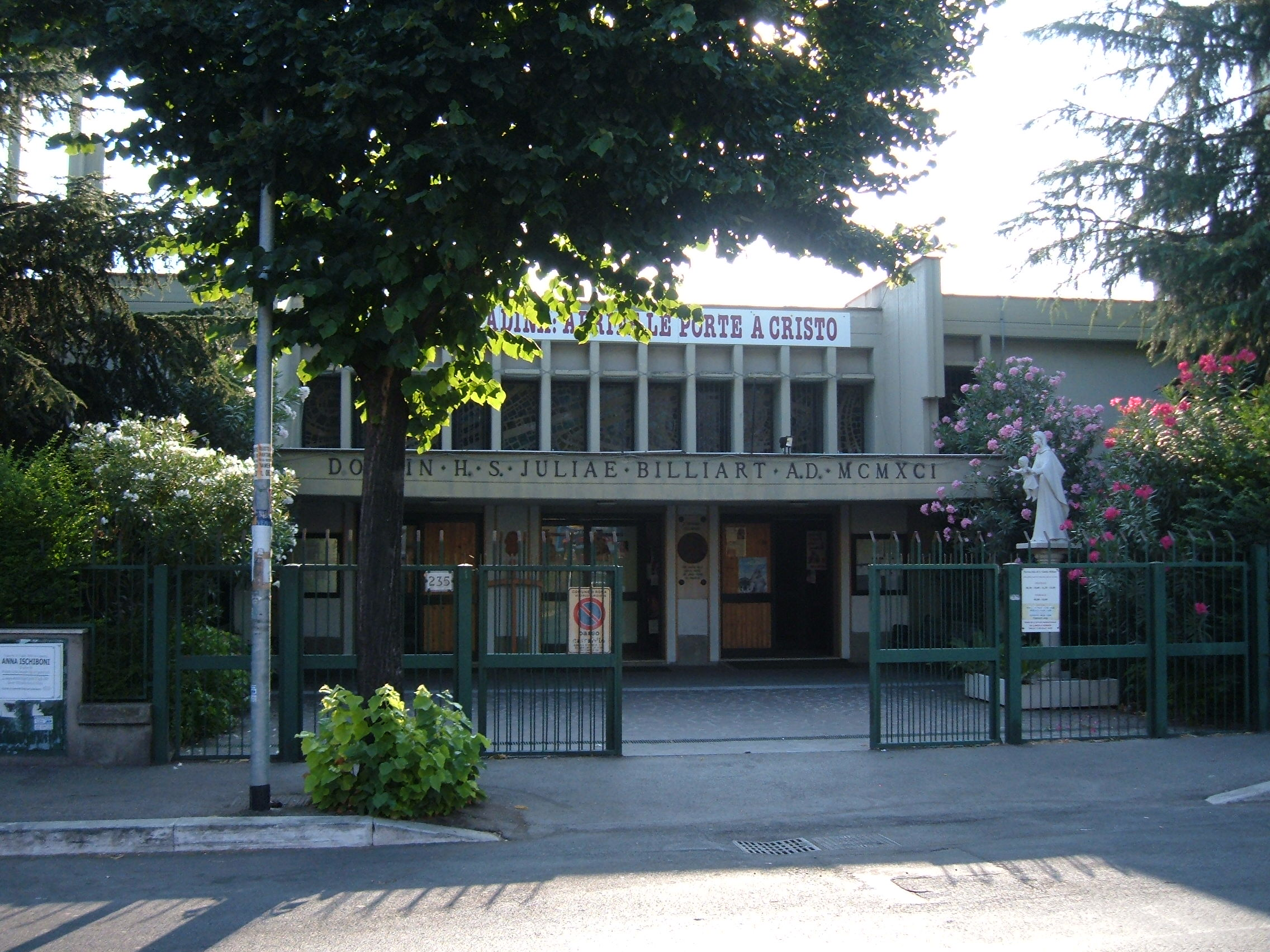
Vista da igreja a partir da rua.

Santa Giulia Billiart é uma igreja de Roma localizada na Viale Antonio Averulino Filarete, 227, no quartiere Tuscolano. É dedicada a Santa Júlia Billiart, fundadora da congregação das Irmãs de Nossa Senhora de Namur.

## História

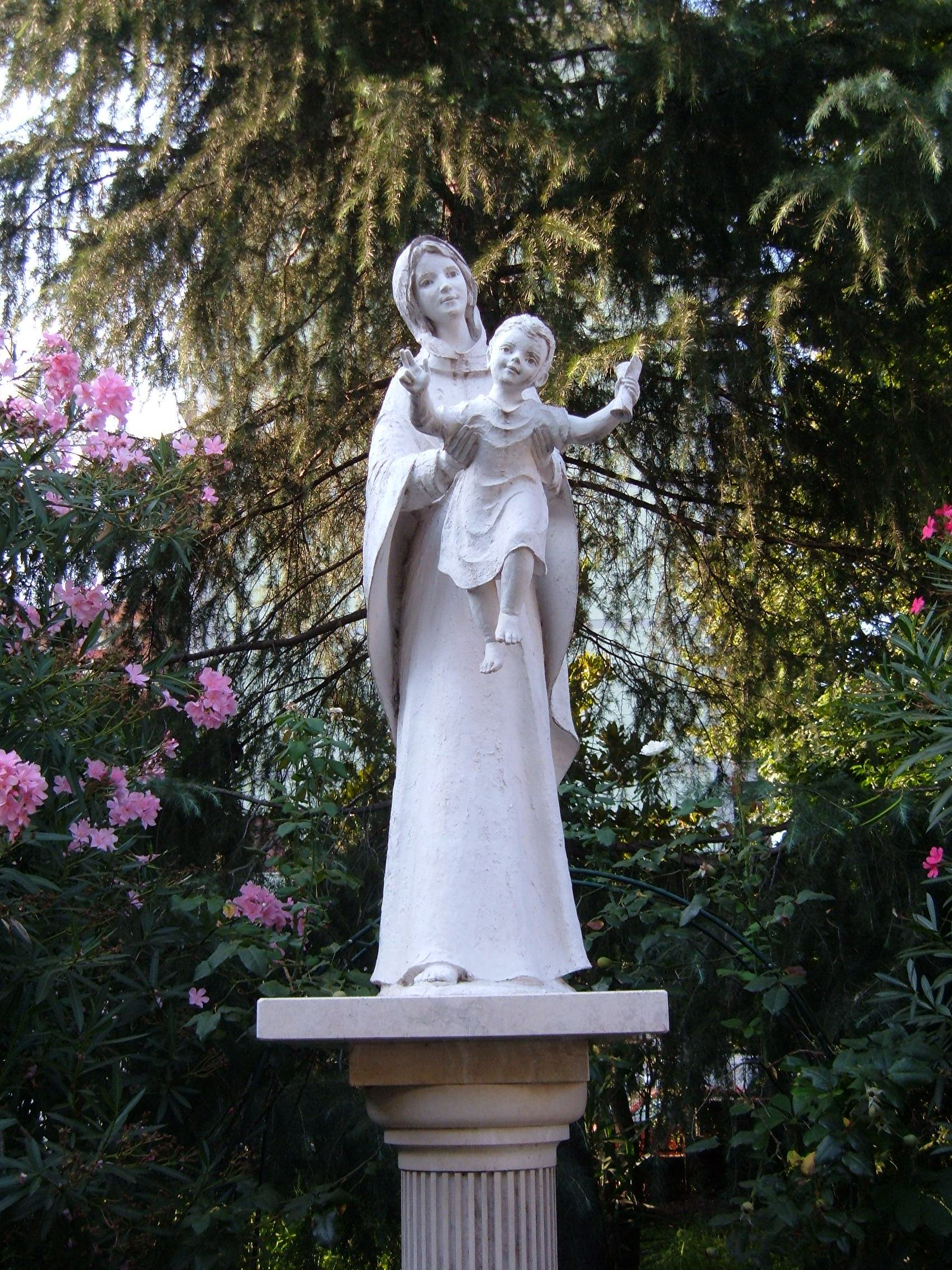
A "Virgem com o Menino" na frente da igreja.

Esta igreja foi construída entre 1987 e 1991 com base num projeto do engenheiro Ernesto Vichi e foi dedicada a Santa Júlia Billiart, canonizada pelo papa Paulo VI em 1976. Foi consagrada pelo cardeal Camillo Ruini em 2 de junho de 1991 e é sede de uma paróquia criada em 10 de dezembro de 1981 através de um decreto do cardeal-vigário Ugo Poletti. Originalmente ela ficava aos cuidados da congregação dos Filhos de Maria Imaculada ("pavonianos"), mas em 2003 ela passou para as mãos do clero da Diocese de Roma.

## Descrição
Externamente, esta igreja se apresenta como um edifício baixo, sem fachada e com uma entrada simples com três portas. Ela não fica diretamente de frente para a rua e sim atrás de um agradável jardim com árvores já bem maduras. À direita está uma estátua de mármore da Virgem com o Menino. Do lado direito dela está uma lápide que recorda o pároco Fortunato Dellandrea, que, "com tenacidade sonhou com esta igreja e com amor, formou esta comunidade". Na arquitrave de concreto acima da entrada está a inscrição dedicatória: "D.O.M. in h(onorem) S. Juliae Billiart A.D. MCMXCI".
O pequeno campanário fica à esquerda da parede da frente da igreja e tem a forma de duas altas lajes de concreto dispostas longitudinalmente de frente uma para a outra, com a da direita se inclinando no topo no formato de um "L" invertido para se juntar à da esquerda. Os sinos estão pendurados no espaço vazio formado.

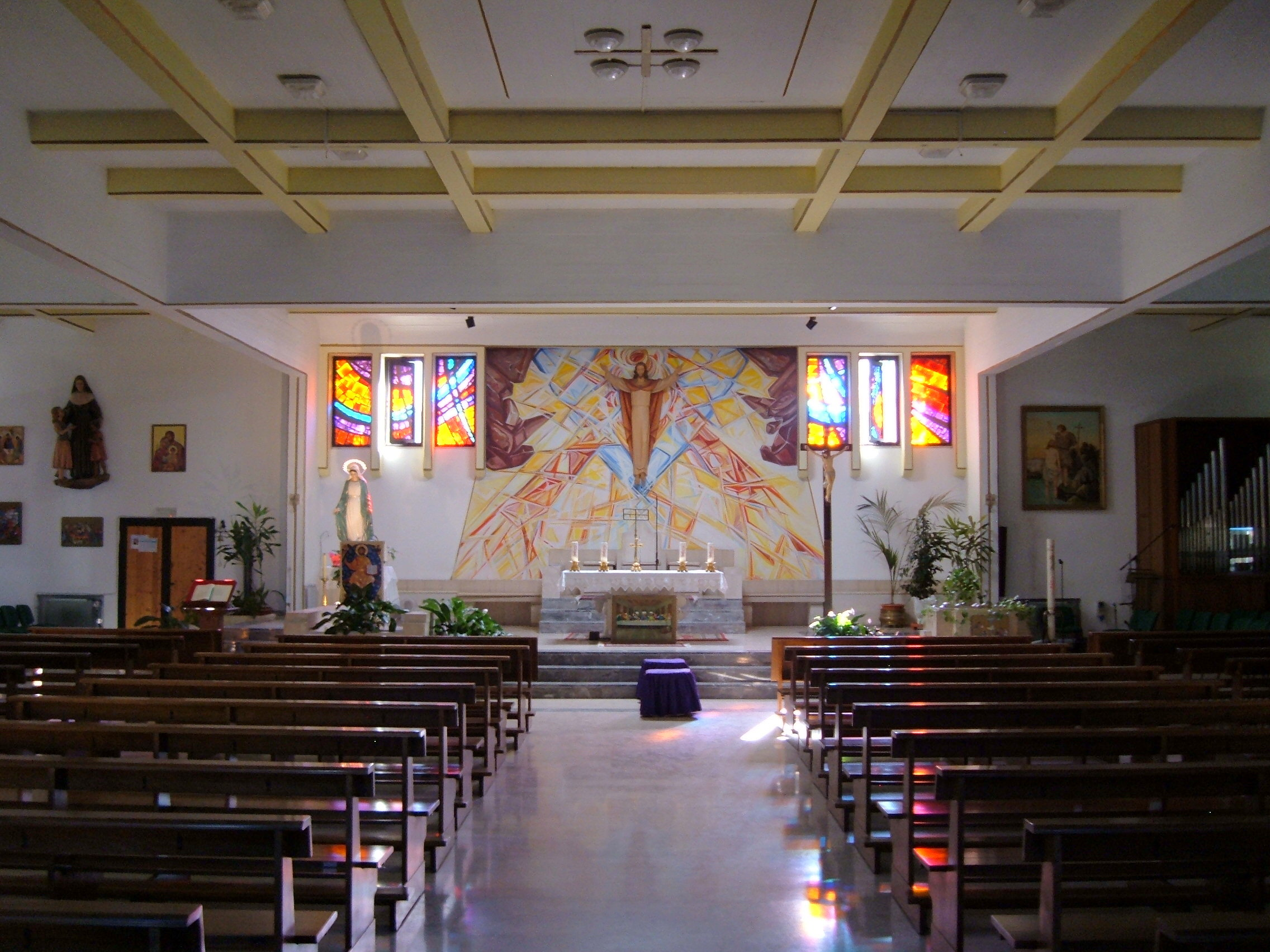
Vista do interior.

O interior é um vasto salão iluminado por diversas janelas com vitrais coloridos. O presbitério é dominado por uma grande estátua de madeira de "Cristo Ressuscitado"; atrás dela, a parede inteira reproduz, através de motivos geométricos, o sepulcro vazio iluminado pela luz da ressurreição. À esquerda está a capela do Santíssimo Sacramento. Todo o interior foi repintado e ligeiramente alterado em 2010.
O órgão de tubos da igreja, localizado à direita do presbitério, foi construído em 1990 pela Tamburini para uma casa privada e foi transferido para a igreja em 1992 depois de ter sido adquirido pela paróquia. Com transmissão integralmente mecânica, ele conta com 25 registros entre seus teclados e pedaleiras.